# André Troller
Pour les articles homonymes, voir Troller.
André Troller, né le 28 février 1882 à Sedan et mort le 30 avril 1946 à Paris, a été  rédacteur en chef de La Nature de 1918 jusqu'à sa mort.

## Biographie
Après des études au lycée de Sedan, à celui de Bar-le-Duc et au lycée Henri-IV à Paris, il entra à Polytechnique en 1902 et en sortit sous-lieutenant dans l'armée du Génie.
Quelques années plus tard, il entra en contact avec Maurice Leblanc. Troller devint le second de Leblanc en même temps que chef du service des brevets de la Société Leblanc-Westinghouse.
D'autre part, il avait connu E.-A. Martel, le créateur de la spéléologie, qui dirigeait alors La Nature. Troller entra à La Nature en qualité de secrétaire de rédaction en 1907.
Il fit la guerre de 1914-1918, lieutenant, puis capitaine et en revint décoré de la Légion d'honneur et de la Croix de guerre.
À son retour, il succéda à de Launay comme rédacteur en chef de La Nature à laquelle il donna vive impulsion pour présenter les progrès rapides de la mécanique, de l'aéronautique ou de la TSF.
Lors de la déclaration de la guerre de 1939, il était lieutenant-colonel de réserve. Il y participa malgré son état de santé en organisant notamment la défense de Paris sur l'Oise. Sa santé continuant à décliner, il n'a vu que peu de temps le retour de la paix.

## Décorations
- Officier de la Légion d'honneur (27 décembre 1934)
- Croix de guerre 1914–1918

## Sources
- Article nécrologique paru dans La Nature no 3113 du 1er juin 1946